# 迪馬瑟·埃斯蒂梅
里昂·迪馬瑟·埃斯蒂梅（法語：Léon Dumarsais Estimé；1900年4月21日—1953年7月20日），海地政治家，由1946年8月16日－1950年5月10日出任海地總統，他也是1934年美國佔領海地終結後第一位黑人出身的總統。

## 早年生活
他出身韋雷特一個貧困家庭，一個富裕的叔父Estilus Estimé把他帶到首都太子港並資助他入讀法學院。他畢業於並從事法律工作前曾短時期出任教師，他被路易·博爾諾政府以煽動叛亂為名開除。在1930年埃斯蒂梅加入民族主義運動反對美國佔領。
他後來成為一個熟練的和有能力的公務員，並成為海地低級議會中少數黑人成員，並與與海地的穆拉托人精英分子結盟，加入斯泰尼奥·樊尚的政府，並最終成為教育部長。在1941年他曾競選總統不成功但沒打擊他的政治野心，不像其他著名的政治領袖，他不是導政埃利·萊斯科政府倒台的主要人物。海地在一個臨時軍政府領導七個月後，於1946年8月選出迪馬瑟·埃斯蒂梅作為美國佔領終結後第一位黑人總統。
最初，他的政府與持不同政見者如反對前政權的人士聯盟，但埃斯蒂梅獲悉美國認為他的政府急進左傾，為鞏固美國與海地的關係，他試圖通過誇大共產主義威脅，因此勞工領袖达尼埃尔·菲尼奥勒和社會主義者喬治·里戈也要離開政府。
埃斯蒂梅政府與海地歷屆政府以穆拉托人為主不同，包括內閣職務，絕大多數都是黑人的專業人士。他的教育政策包括省級學校的建設和擴大教師培訓，導致小學入學率增長了45%。公路建設，掃盲運動，全國人口普查和農村發展活動成為社會方案擴展元素。
對工人的更多保護反映在建立新的勞動局，並在新憲法中列入工人組織的權利。政府在1949年舉行了空前的全國勞動大會並增加了日常的最低工資標準。
這導致增加了失業者遷移到太子港，因預期政府提供工作，使首都人口過剩。隨著時間獨立工會成了政權敵人。

## 經濟政策
儘管他設計了一套方案，但埃斯蒂梅無法兌現他的經濟自由化承諾。
他的政府不同於前幾屆配合美國的經濟政策，採取了嚴格的稅收管制，並允許政府在國家預算中的干擾。1947年他的代表團前往華盛頓，詆毀了美国进出口银行拒絕原諒和延遲數百萬美元的未償債務。
由於他急缺資金來資助他的改革，他作出了一個要求海地人民犧牲的非凡呼籲。靠參議員們接受降低工資和捐款集資，史無前例籌得5000000美元儐還7600000美國債務。
美國政府擔心在海地增加反美情緒，隨即借出了$400萬的貸款，並開始開發支持旅遊業的計劃。
埃斯蒂梅政府的國有化政策對標準果品公司在海地農村的香蕉種植業來說成為一場災難。政府的設備不足夠，農民失去了關鍵農業的支持，到1949年，前一年大旱之後，業內人士被債務困擾。許多埃斯蒂梅政府中的黑人也普遍腐敗，1950年埃斯蒂梅年組織了一個奢侈的$400000000美元（超出國家預算1340000美元）的狂歡節慶祝活動被稱為博覽會。

## 衰落與推翻
海地的穆拉托人精英不滿被埃斯蒂梅趕出政界，而下層黑人如勞工領袖达尼埃尔·菲尼奥勒則攻擊他沒足夠照顧貧窮的黑人。
但海地軍隊被證明是埃斯蒂梅政府的最大威脅。軍方曾嘗試與多明尼加的特魯希略企圖推翻他，促使政府宣布戒嚴。在接下來的一年，埃斯蒂梅漸漸失去了他的權力-參議院，持不同政見者，軍人，甚至很多黑人支持者倒戈。他最後一搏試圖延長他的任期，打破了由暴民攻擊和瓦解政治反對派失敗了，他懇求美國政府支持並簽署了辭職信，在1950年5月被流放到巴黎。